# Boston Pride
Die Boston Pride waren ein US-amerikanisches Fraueneishockey-Team aus Boston, das von 2015 bis 2023 in der Premier Hockey Federation spielte. Es gewann 2016, 2021 und 2022 den Isobel Cup.
Die Pride waren bei Gründung der National Women’s Hockey League 2015 eines von vier ligaeigenen Franchises. Sie trugen ab 2016 ihre Heimspiele in der Trainingseishalle der Boston Bruins, der Warrior Ice Arena, aus.
Die Boston Pride existierten bis zum Ende der Saison 2022/23, als die Premier Hockey Federation verkauft und aufgelöst wurde. In der Nachfolge-Liga Professional Women’s Hockey League ist Boston erneut vertreten: Ein ligaeigenes Franchise spielt in der Premierensaison 2023/24 mit generischem Namen und Logo als PWHL Boston.

## Geschichte
Die Pride wurden 2015 als Franchise der National Women’s Hockey League gegründet und gehörten damit zu den Gründungsmitgliedern der Liga. Im Mai 2015 wurde zunächst Bobby Jay als erster Trainer des Teams vorgestellt. Einen Monat später nahmen die Pride als erste Spielerin Amanda Pelkey unter Vertrag. Im NWHL Draft 2015 wählten die Pride an dritter Stelle Kendall Coyne aus. Die erste Heimspielstätte des Clubs war das Bright-Landry Hockey Center der Harvard University.

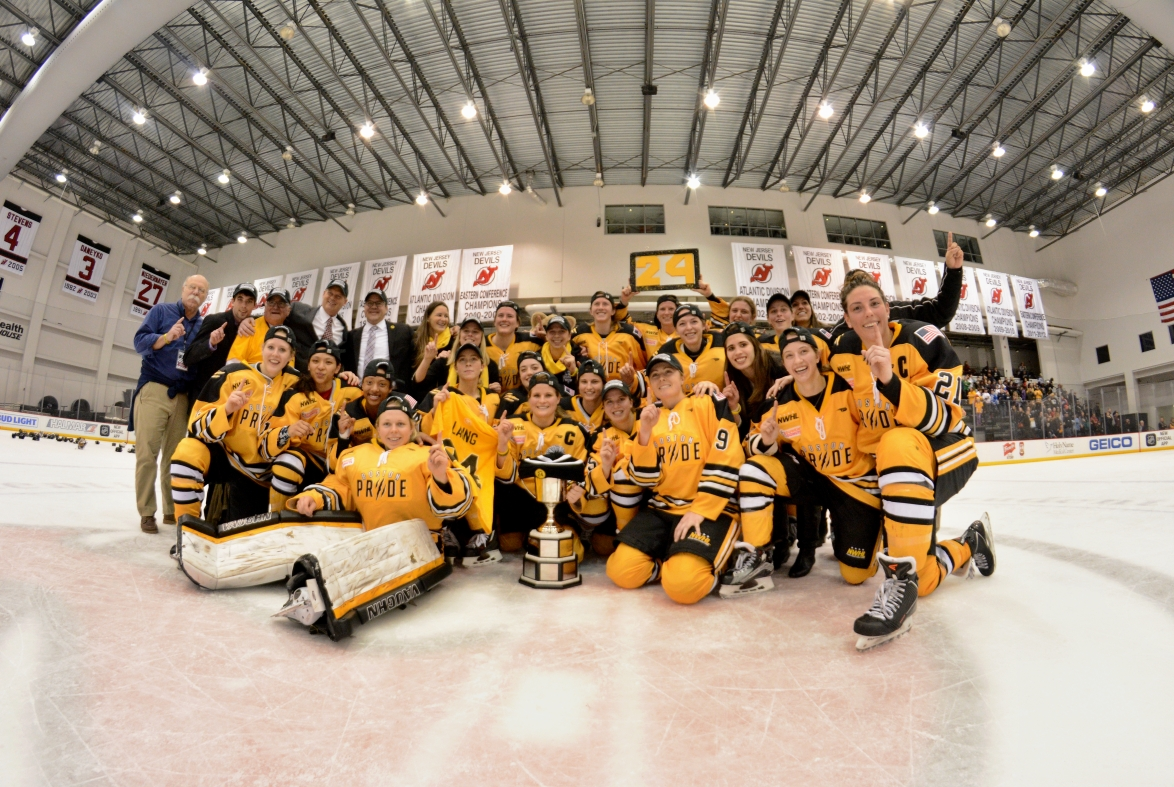
Meisterteam mit dem Isobel Cup 2016

Im März 2016 besiegten die Pride im Finalspiel die Buffalo Beauts und gewannen erstmals in ihrer Geschichte den Isobel Cup. Vor der Saison 2016/17 zogen die Pride in die Trainingseishalle der Boston Bruins, die Warrior Ice Arena, um. Auch im zweiten Jahr ihres Bestehens erreichte das Franchise das Playoff-Finale, in welchem die Pride den Beauts unterlagen. In den folgenden zwei Spielzeiten verpasste das Team jeweils den Einzug ins Finale, wobei 2017 der Österreicher Thomas Pöck das Traineramt übernahm. 2018 folgte ihm Paul Mara nach.
Im Januar 2019 vereinbarten die Boston Pride eine Kooperation mit den Boston Bruins aus der National Hockey League, um den Fraueneishockeysport in der Region Boston zu stärken.
Im September 2019 wurde das Franchise von der NWHL an eine Investorengruppe um Miles Arnone verkauft. Am Ende der Regular Season 2019/20 belegten die Pride erneut den ersten Tabellenplatz und qualifizierten sich für das Playoff-Finale, was aufgrund der Corona-Pandemie abgesagt wurde.
Die folgende Saison 2020/21 stand stark unter dem Einfluss der grassierenden Pandemie, so dass die Liga in Form eines zweiwöchigen Turniers in einer Bubble in der Herb Brooks Arena in Lake Placid ausgetragen werden sollte. Aufgrund gehäufter Corona-Fälle wurde nur ein Teil des Turniers ausgetragen und die Playoffs in den März 2021 verschoben. In diesen gewann die Pride das Finale gegen die Minnesota Whitecaps mit 4:3 und gewannen damit ihren zweiten Isobel Cup. Ein Jahr später, in den Playoffs 2022 erreichten die Pride abermals das Finale, besiegten die Connecticut Whale mit 4:2 und gewannen ihren dritten Meistertitel.

## Erfolge
- Isobel Cup: 2016, 2021, 2022

## Saisonstatistik
Legende zur Saisonstatistik: GP oder Sp = Spiele insgesamt; W oder S = Siege; L oder N = Niederlagen; T oder U = Unentschieden; OTS = Siege nach Verlängerung (Overtime);  OTN oder OL = Overtime-Niederlagen; SOS = Shootout-Siege; SOL oder SON = Shootout-Niederlagen; P oder Pkt = Punkte; Pct % = Siege in %; GF oder T = Tore; GA oder GT = Gegentore
| Saison  | Sp | S  | N | OTN | SON | Pkt | T   | GT | Regular Season | Postseason      |
| ------- | -- | -- | - | --- | --- | --- | --- | -- | -------------- | --------------- |
| 2015/16 | 18 | 14 | 3 | 1   | 0   | 29  | 75  | 39 | 1. Platz       | Isobel Cup      |
| 2016/17 | 17 | 16 | 1 | 0   | 0   | 32  | 73  | 29 | 1. Platz       | Finalniederlage |
| 2017/18 | 16 | 4  | 8 | 4   | 0   | 12  | 33  | 48 | 3. Platz       | Halbfinale      |
| 2018/19 | 16 | 11 | 5 | 0   | 0   | 22  | 60  | 36 | 3. Platz       | Halbfinale      |
| 2019/20 | 24 | 23 | 1 | 0   | 0   | 46  | 120 | 43 | 1. Platz       | Finale abgesagt |
| 2020/21 | 7  | 3  | 4 | 0   | 0   | 6   | 22  | 11 | 4. Platz       | Isobel Cup      |
| 2021/22 | 20 | 10 | 5 | 5   | 0   | 32  | 48  | 47 | 3. Platz       | Isobel Cup      |
| 2022/23 | 24 | 19 | 4 | 5   | 0   | 54  | 92  | 52 | 3. Platz       | Halbfinale      |

## Cheftrainer
- Bobby Jay 2015–2017
- Thomas Pöck 2017–2018
- Paul Mara 2018–2023

## Mannschaft

### Mannschaftskapitäne
- Brianna Decker, Hilary Knight 2015–2017
- Jillian Dempsey 2018–2023

### Auszeichnungen
- Brianna Decker, 2016, 2017 Most Valuable Player, 2017 Topscorerin
- Jillian Dempsey, 2018, 2019 Denna Laing Award, 2020 co-Most Valuable Player, 2020 Topscorerin
- Hilary Knight, 2016 Topscorerin
- Denna Laing, 2016 Foundation Award
- Denna Laing, 2016 Perseverance Award
- Gigi Marvin, 2016 Verteidigerin des Jahres
- Brittany Ott, 2016 Torhüterin des Jahres
- Alyssa Gagliardi, 2017 NWHL Foundation Award
- Lexi Bender, 2018, 2020 NWHL Foundation Award
- Mallory Souliotis, 2019 and 2021 NWHL Foundation Award[7]
- Lovisa Selander, 2020 Torhüterin des Jahres
- Kaleigh Fratkin, 2020 und 2021 Verteidigerin des Jahres[8]

### Bekannte Spielerinnen
- Evelina Raselli
- Hilary Knight
- Alex Carpenter
- Brianna Decker
- Haley Skarupa
- Kacey Bellamy
- Meghan Duggan
- Gigi Marvin
- Megan Bozek
- Kali Flanagan
- Amanda Pelkey
- Janine Weber